# تور ارنبرگ
تور ارنبرگ (انگلیسی: Tor Arneberg; ۴ سپتامبر ۱۹۲۸ – ۲۳ سپتامبر ۲۰۱۵) ورزشکار اهل نروژ بود.